# Girls Under Glass
Girls Under Glass (GUG) is een in 1986 in Hamburg Duitsland opgerichte band. De band werd opgericht door Lücke (Zanger), Hauke Harms (Programming en Keyboards) en Volker „Zaphor“ Zacharias (Gitaar), als opvolger van Calling Dead Red Roses. Tom Lücke verliet de band in 1990 waarna Volker Zacharias de zang voor zijn rekening nam.

## Geschiedenis
Tot in de jaren 90 produceerde Girls Under Glass conventionele Gothic Rock in de stijl van The Sisters of Mercy en Fields of the Nephilim. Dit veranderde op het in 1991 uitgegeven album „Positive“ waar EBM invloeden te horen waren.
Het vierde studioalbum „Darius“ is een veelzijdig Dark-Wave-Album waaraan verschillende gastmuzikanten een bijdrage hebben geleverd. O.a. Markus Giltjes (Pink Turns Blue, Project Pitchfork)en Peter Heppner (Wolfsheim) zijn te horen als gastmuzikant.
Met „Christus“ uit 1993 keert de band weer terug naar de hardere klanken zoals die op het album „Positive“ te horen was, echter dit keer versterkt met elektronische en crossover elementen.
In hetzelfde jaar verschijnt ook het debuutalbum „Fractal 1“ van Trauma, een nevenproject dat door Volker Zacharias en Hauke Harms in het leven geroepen was. Muzikaal bevindt het zich tussen New Age en Trance. Het tweede album „Construct“ werd door onder andere
Peter Spilles (Project Pitchfork) geproduceerd.
Girls Under Glass op dit moment aan hun eerste live-DVD, die ook nummers van hun laatste album „Zyklus“ bevatten zal. Peter Spilles zal weer als gastmuzikant optreden.

## Bandleden
- Volker Zacharias (aka Zaphor) – Zang, Gitaar
- Hauke Harms – Electronics
- Axel Ermes – Bas, Noises, Gitaar

## Discografie
Girls Under Glass
- 1988 - Humus (LP / CD)
- 1989 - Ten Million Dollars (12" Single)
- 1989 - Flowers (LP / CD)
- 1990 - Random (12" Single)
- 1991 - Positive (LP / CD)
- 1991 - Never Go (7" Single)
- 1991 - Live at Soundgarden (LP / CD)
- 1992 - Darius (LP / CD)
- 1993 - Christus (LP / CD)
- 1995 - Down in the Park (EP)
- 1995 - Exitus (Best Of, 2CD)
- 1995 - Die Zeit (CDM)
- 1995 - Chrystals & Stones (CD)
- 1997 - Firewalker (CD)
- 1999 - Nightmares (Best Of, CD)
- 1999 - Equilibrium (CD)
- 2001 - Minddiver (CD)
- 2001 - Frozen (CDS - Promo)
- 2002 - Erinnerung (CDM)
- 2003 - In Light & Darkness (Live-Album, 2CD)
- 2004 - Ohne Dich feat. Peter Spilles (CDM)
- 2005 - Zyklus (CD)
- 2005 - Touch Me (CDM)
- 2006 - Focus (DVD)

Trauma
- 1993 - Fractal 1 (CD)
- 1994 - Silent Mission (CDM)
- 1995 - Construct (CD)
- 1998 - Phase 3 (CD)